# Teso Santo
El  Teso Santo es un cerro situado en la divisoria de las provincias de Zamora y Salamanca, en la comunidad autónoma de Castilla y León, España. 

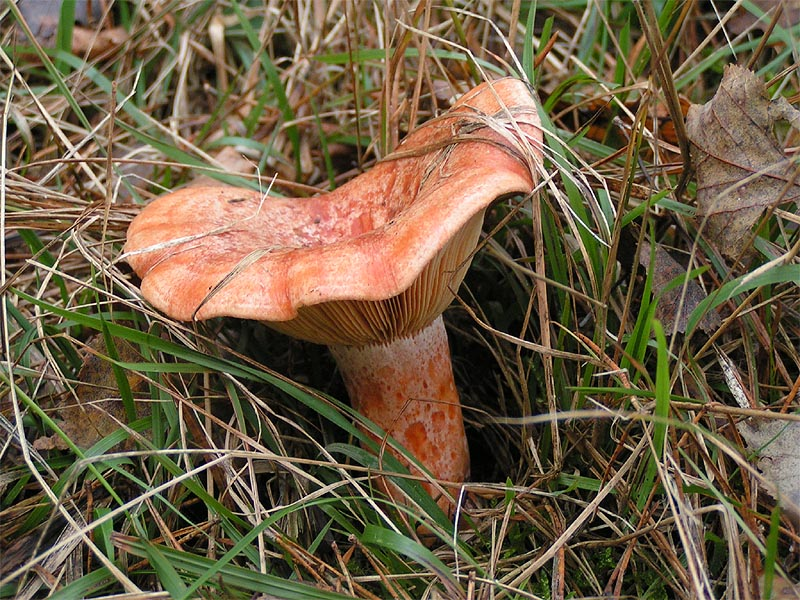
El níscalo es el hongo más popular del pinar de Peñausende. Su seta, o cuerpo fructífero, aflora en otoño y es muy apreciada en la gastronomía zamorana. Esta especie, y otras comestibles, han generado en la zona un notable turismo micológico.

 La cima del teso se encuentra situada en el término municipal de Peñausende, a una altitud de unos 984 m, lugar en el que se ha situado uno de los vértices geodésicos del Instituto Geográfico Nacional del Ministerio de Fomento. La vertiente zamorana fue repoblada a mediados del siglo XX con diversas especies de pino, especialmente la de pino albar. La vertiente salmantina conservó su ecosistema originario, modificado en las últimas décadas con la concentración parcelaria y la construcción de un parque eólico.
El Teso Santo, junto con el Teso de la Calderona (lugar de unión de las provincias de Zamora, Valladolid y Salamanca), la Portilla, las Cumbres y el Teso
de la Galla, son una alineación de cerros sobre los que se ha marcado la línea divisoria entre las provincias de Zamora y de Salamanca, antes de que el deslinde entre ambas provincias lo establezca el propio cauce del río Tormes. A su vez, este último tramo es el comprendido entre la desembocadura del arroyo de Estacas en el Tormes y la desembocadura de este último en el Duero, separando la comarca zamorana de Sayago de las salmantina de la Tierra de Ledesma, comarcas a las que pertenecen los municipios de Peñausende y de Santiz.
Este cerro fue conocido por ser el lugar donde la calzada de Ledesma se dividía en dos ramales, uno hacia la ciudad de Zamora y otro hacia la ciudad de Toro por el denominado “Camino de los Contrabandistas”. En el cerro se encontraron tégulas que indican la presencia de un pequeño asentamiento humano, seguramente vinculado a la bifurcación de calzadas y en el que pudo haber una ermita, tal y como parece indicar su nombre. Este emplazamiento es uno de los cinco despoblados que hasta la fecha han sido detectados en el municipio de Peñausende.

## Situación y acceso
Se encuentra situado a unos a unos 6 km de Peñausende, al suroeste de su casco urbano y muy próximo al mojón de 3 términos que deslinda los municipios de Peñausende, Alfaraz de Sayago y Santiz. En la vertiente zamorana se han situado dos antenas con casetas de TVE e Iberdrola, respectivamente, una casa con mirador encima de observación de ICONA y, por último, uno de los vértices geodésicos del Instituto Geográfico Nacional. A su vez, se encuentra situado a unos 3 km al norte de Santiz, en cuya vertiente salmantina se ha construido un parque eólico. 
Su acceso principal es en el kilómetro 29,650 de la ZA-305, a unos 5,9 km de Peñausende. Se accede por el lado izquierdo a una pista asfaltada, que en 500 m sube a lo más alto del cerro, donde se encuentran todas las instalaciones antes mencionadas. Además, existen diversas pistas no asfaltadas que facilitan su acceso, tanto desde la vertiente zamorana como de la salmantina.
Este cerro, antiguamente conocido como Teso del Santo o de la Víbora, era por donde pasaba la calzada de Ledesma a Toro o “Camino de los Contrabandistas”, separándose en este lugar de la calzada de Ledesma a Zamora. En su cima se han encontrado tégulas, por lo que pudo ser un pequeño asentamiento en la bifurcación de las calzadas. Su nombre puede dirivar de la existencia en este paraje de una ermita, hoy desaparecida.

## Entorno
La vertiente zamorana, perteneciente a la comarca de Sayago, se caracterizada por ser en términos generales una penillanura. En esta comarca es frecuente la presencia de grandes roquedos de granito, menos comunes en su zona sur, en los que hay una mayor presencia de pequeños cerros de tierra roja arcillosa y de cantos rodados. De entre estas elevaciones, es especialmente reconocible el denominado «Teso Santo» que, con una cima de 984 m, es el punto de mayor altitud de la comarca de Sayago y límite provincial entre la provincia de Zamora y la de Salamanca.
Su entorno ha sido repoblado, en su vertiente zamorana, con pino albar. La ladera sur, ya en tierras salmantinas, conserva el ecosistema de bosque mixto de alcornoque y roble, con la presencia de monte bajo de jara.

## Origen
Su origen ha de encontrarse en la sedimentación de materiales del Mioceno, que fueron sucesivamente depositados por el río Duero, a medida que iba abriéndose camino por la comarca de Sayago en su búsqueda de salida hacia el Atlántico.

## Actualidad
La elevación de este paraje por encima de la amplia penillanura que la circunda, la ha convertido desde hace tiempo en soporte de diversas antenas, principalmente de telefonía y televisión.
También cuenta con una estación meteorológica, que han convertido a la localidad de Peñausende en un referente nacional de calidad de aire y de precipitaciones. Esta estación pertenece a la Red Española EMEP/VAG/CAMP que, creada en 1983, es una actuación del gobierno español en materia de medición medioambiental.
Además, Teso Santo también cuenta con uno de los vértices geodésicos del Instituto Geográfico Nacional del Ministerio de Fomento, consistente en un hito o mojón colocado por los geógrafos como símbolo de medición de la tierra. El situado en este cerro, fue concluido el 16 de octubre de 1990, y se construyó con dos cuerpos de un total de 5,45 m de alto. Uno de los cuerpos es un pilar de 1,20 m de alto y 0,30 m de diámetro, mientras que el último es de 3,15 m de alto y 1 m de ancho. Identificado con el número 42484, se encuentra situado a una altitud sobre el nivel medio del mar de 984,316 m.